# Pomnik Floriana Straszewskiego w Krakowie
Pomnik Floriana Straszewskiego – pomnik w Krakowie, położony w północno-wschodniej części Plant, wchodzących administracyjnie w skład Dzielnicy I Stare Miasto.

## Historia

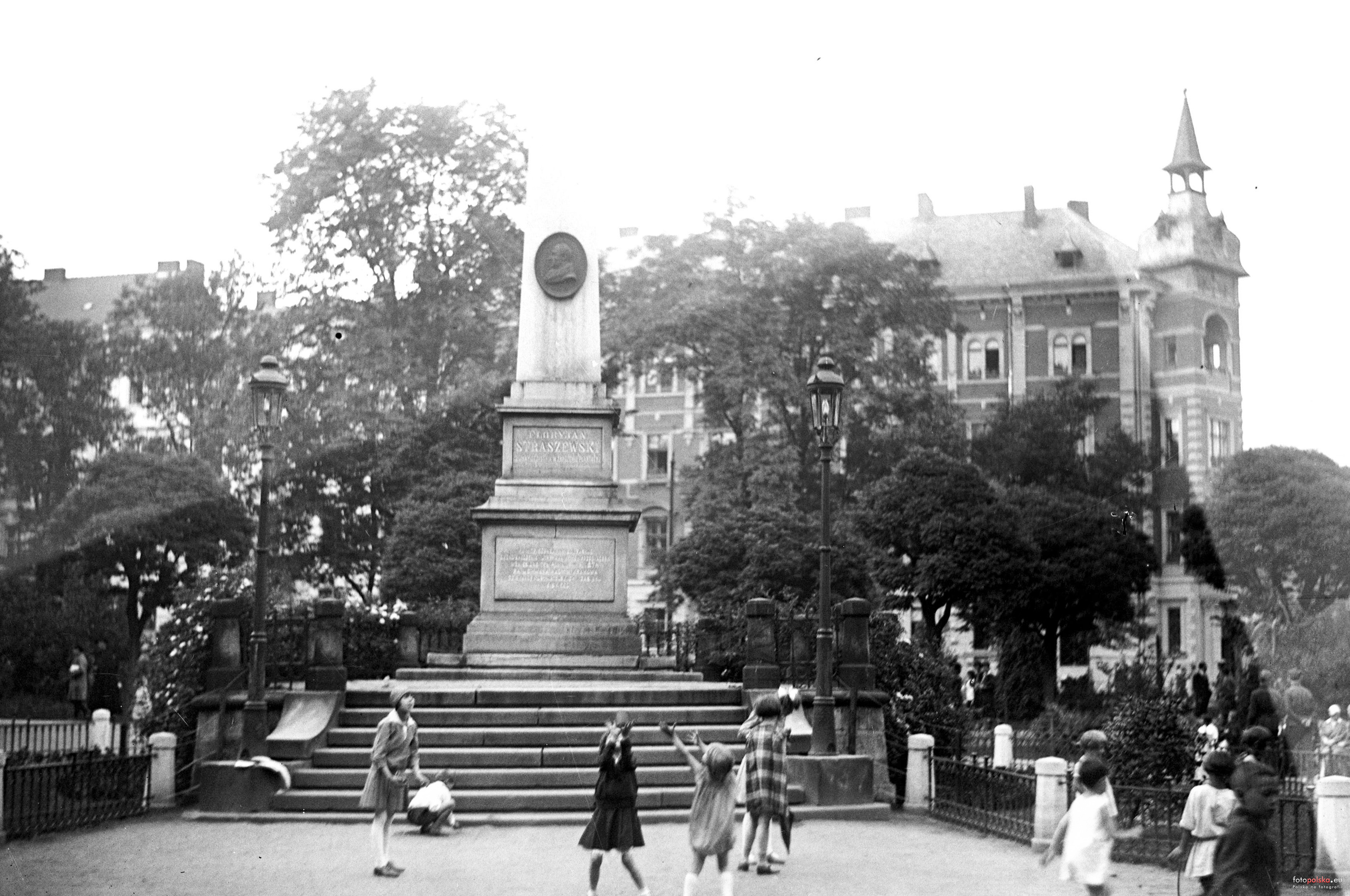
Pomnik Floriana Straszewskiego, 1928

Pomnik został odsłonięty w 1874 roku jako pierwszy tego typu obiekt na Plantach. W jego miejscu istniał wcześniej kopiec, upamiętniający powstanie Rzeczypospolitej Krakowskiej.
Obiekt ufundowano ze składek obywateli Krakowa oraz funduszy Rady Miasta, a także z majątku księcia Stanisława Jabłonowskiego. W 1872 roku Rada Miasta uchwaliła wniosek o budowie pomnika, a następnie ogłosiła konkurs na jego projekt. Pomnik miał przyjąć formę kamiennego obelisku na wysokim cokole, otoczonego ozdobnym ogrodzeniem. Zwycięzcą konkursu został Edward Stehlik.

## Opis

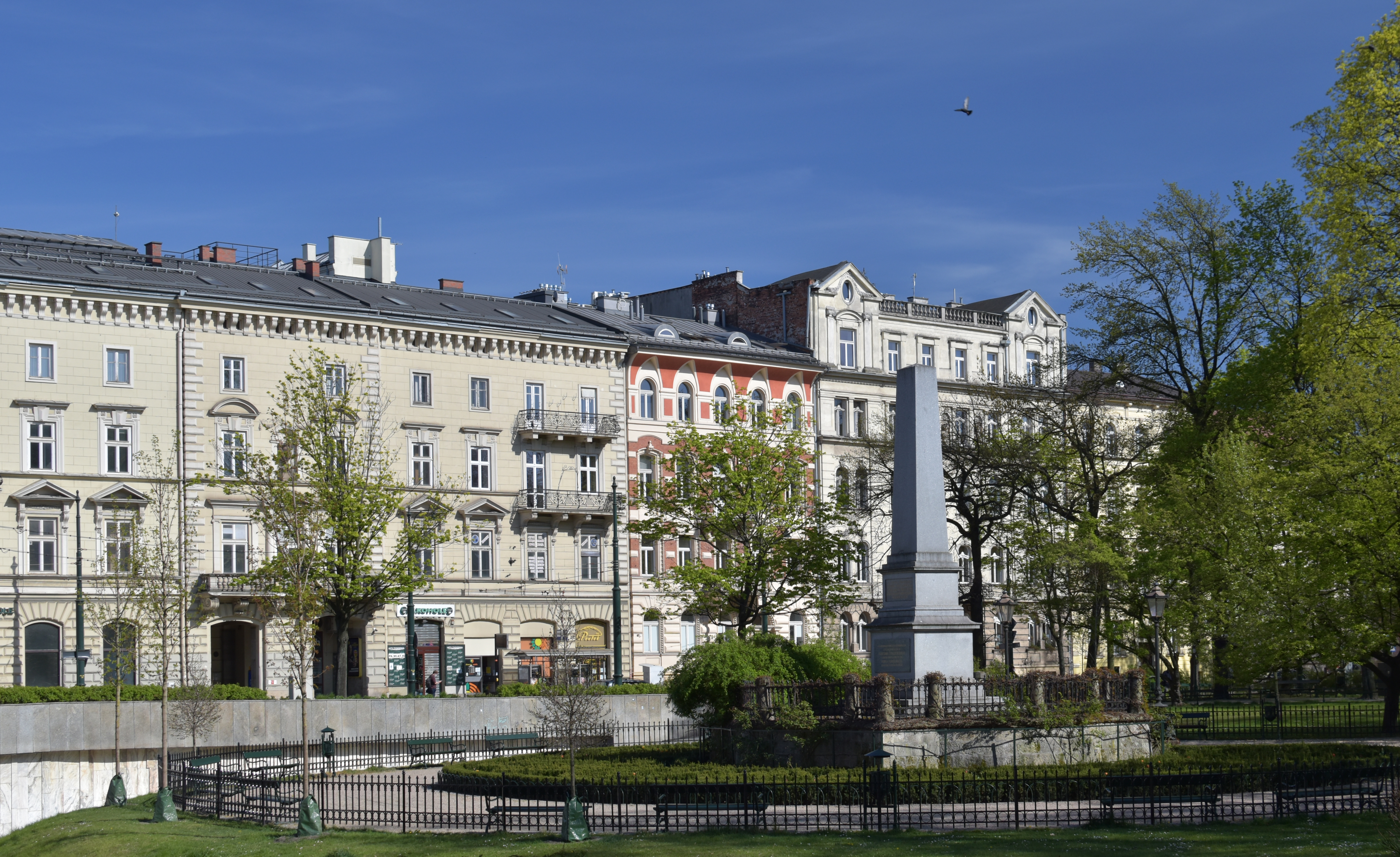
Pomnik wraz z otoczeniem

Pomnik tworzy wysoki obelisk, położony na wydatnym cokole, z umieszczoną na środku wyrzeźbioną podobizną Floriana Straszewskiego. U dołu budowli znajdują się dwie tablice pamiątkowe – jedna z imieniem i nazwiskiem oraz druga z wyrytą datą wybudowania i zasługami Straszewskiego.

## Lokalizacja
Pomnik położony jest w północno wschodniej części Plant, obok teatru im. Juliusza Słowackiego, w pobliżu skrzyżowania ulic Westerplatte, Lubicz, Pawia i Basztowej. W okolicy pomnika znajdują się także Hotel Polonia oraz Hotel Warszawski.

## Galeria

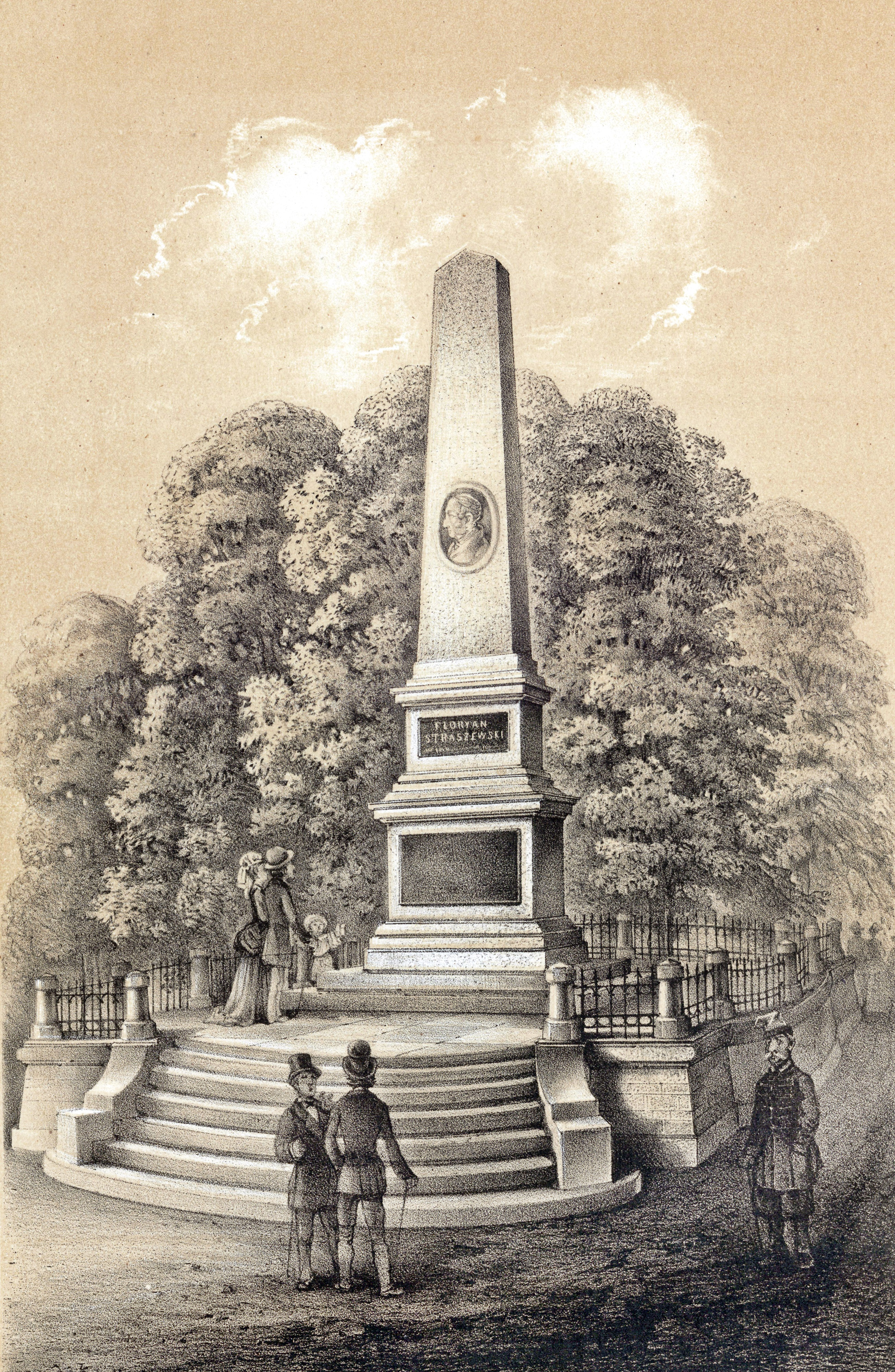
Pomnik na obrazie z 1875 roku
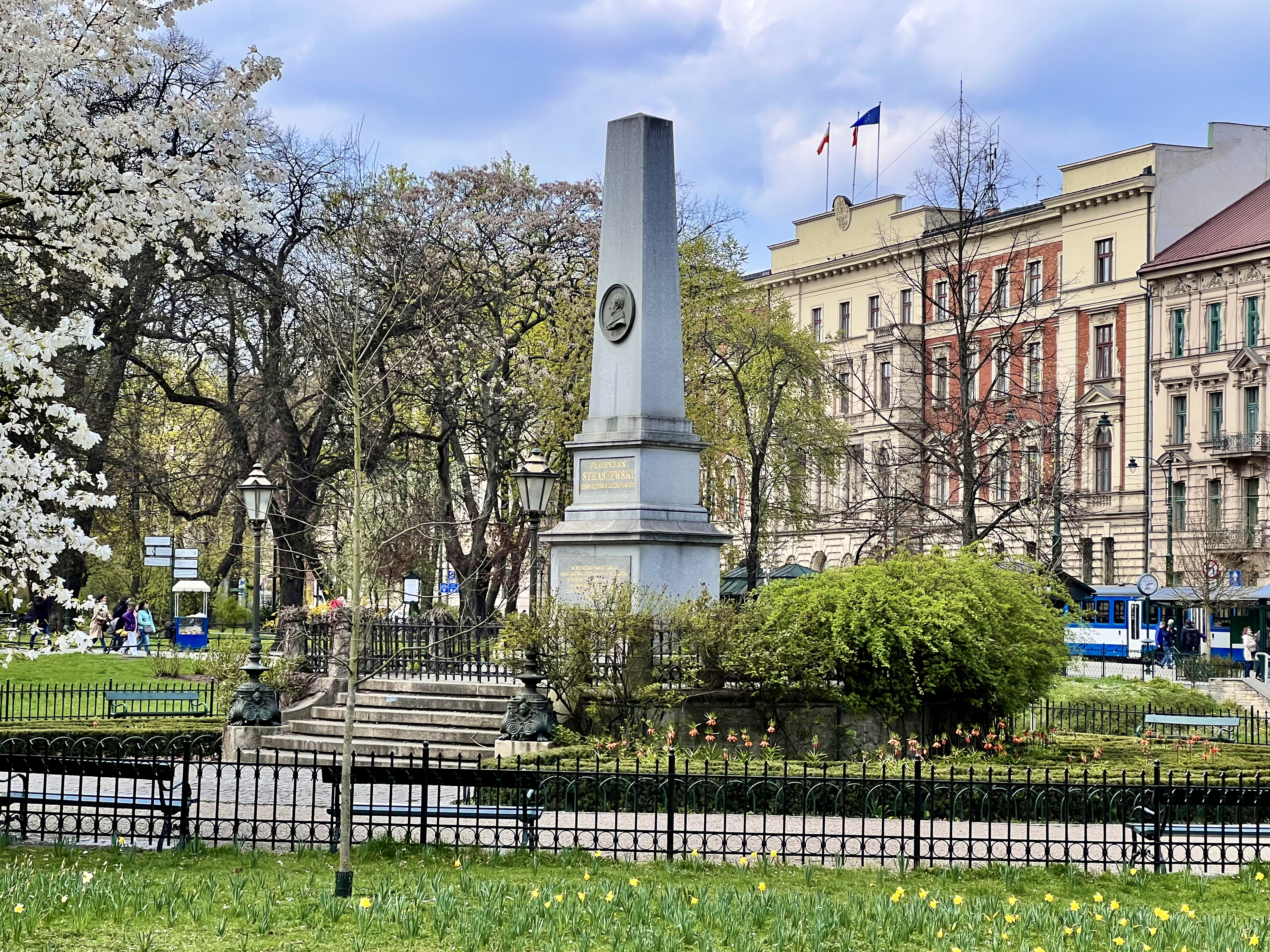
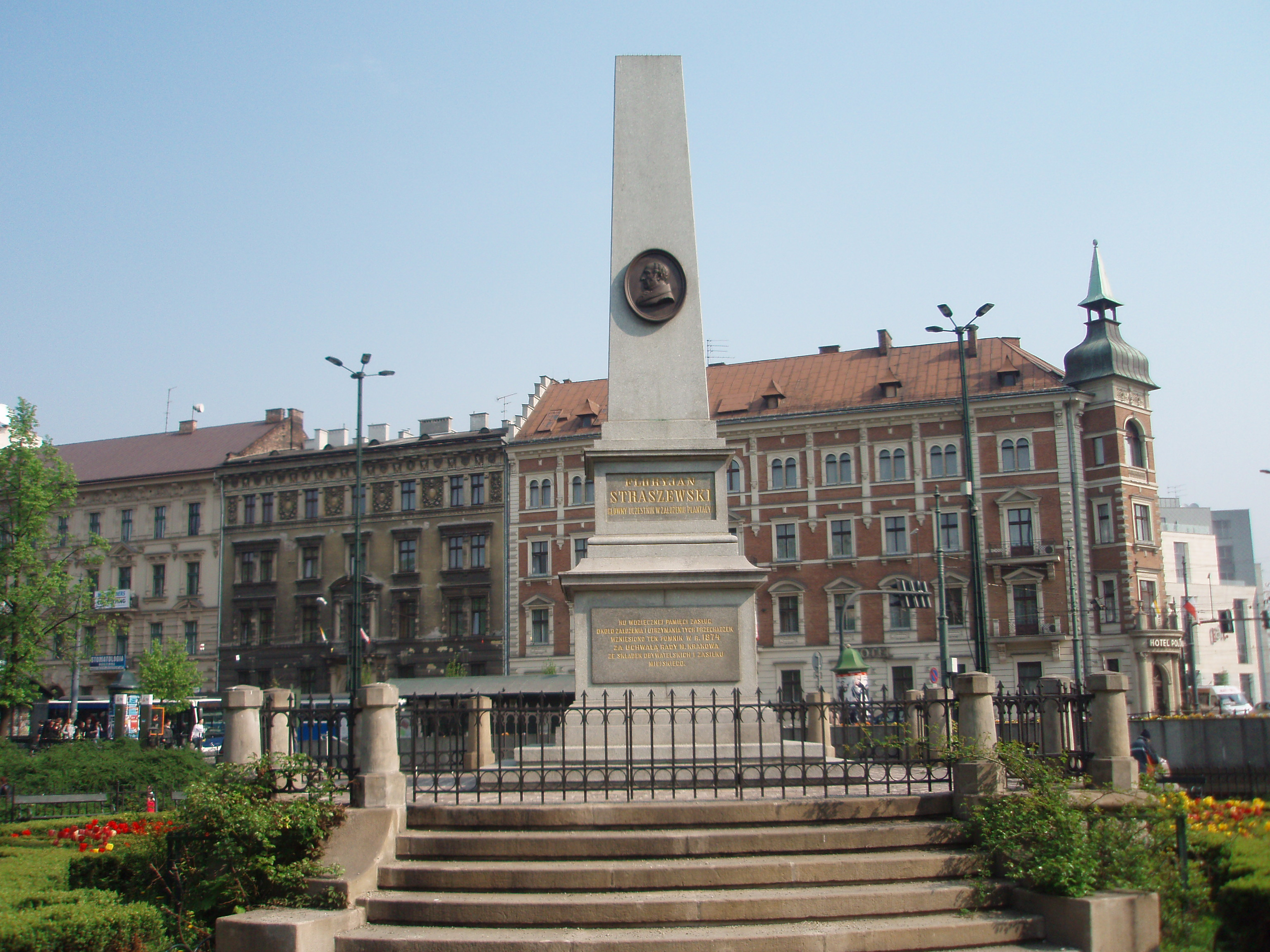
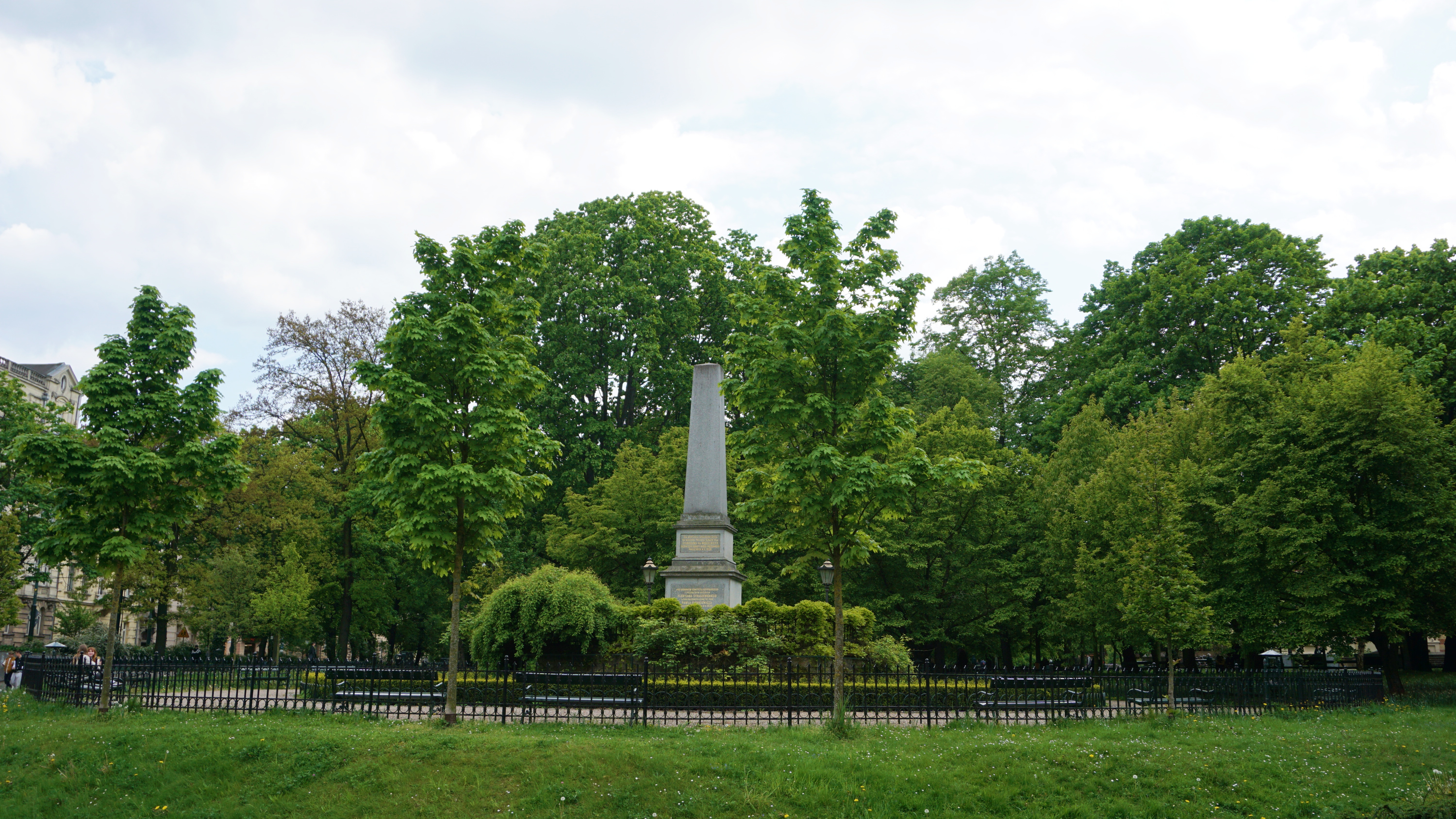